# Czapkó Antal
Czapkó Antal (Szolnok, 1980. augusztus 10. –) magyar színész.

## Életpályája
1999–2004 között a Színház- és Filmművészeti Egyetem hallgatója volt, Hegedűs D. Géza osztályában. 2004–2007 között a szolnoki Szigligeti Színház, 2008–2012 között a szombathelyi  Weöres Sándor Színház tagja. Ezután kiköltözött Svájcban, jelenleg Bázelben él.
Nős, 2009-ben született meg kislánya, Lotti.

## Filmjei
- Veszettek (2015) – Athos
- Kossuthkifli (2015) – Késes ember (a Mandulás gyász című epizódban)
- Hacktion  (tévéfilm, magyar akciófilm-sorozat, 2011–2012) – Alfa
- Üvegtigris 3. (2010) – Az ékszercég biztonsági főnöke
- Szuperbojz (magyar vígjáték, 2009) – Gyula
- Szíven szúrt ország (magyar fikciós dok., 2009)
- Egymás mellett (magyar kisjátékfilm, 2008)
- Az egyensúly művészete, avagy... (magyar kisjátékfilm, 2008)
- Balázs bazmeg! (magyar rövidfilm, 2007)
- Szabadság, szerelem (2006) – Prokop
- Csak szex és más semmi  (magyar vígjáték, 2005) – Ali
- Playing God (magyar kísérleti film, 2004)